# Saint-Vincent (Italie)
Pour les articles homonymes, voir Saint-Vincent.
Saint-Vincent est une commune  italienne de la région Vallée d'Aoste.

## Géographie

Localisation de la commune de Saint-Vincent à l'intérieur de la Vallée d'Aoste.

Saint-Vincent est située au bord de la Doire Baltée entre Aoste à 21 km à l'ouest et Pont-Saint-Martin à 23 km au sud-est. Le territoire de la commune se subdivise en trois grandes zones: le fond de la Vallée, baignée par la Doire, à 440 mètres d'altitude, traversé par l'ancienne ligne de chemin de fer et l'autoroute ; la zone plate du bourg qui s'est développé le long de la via Francigena et autour de l'église paroissiale, et enfin la « Montagne ou Coste de Saint-Vincent » qui s'étend derrière le bourg jusqu'à 1 565 mètres d'altitude près du col de Joux et même jusqu'au sommet du mont Dzerbion. 

## Histoire

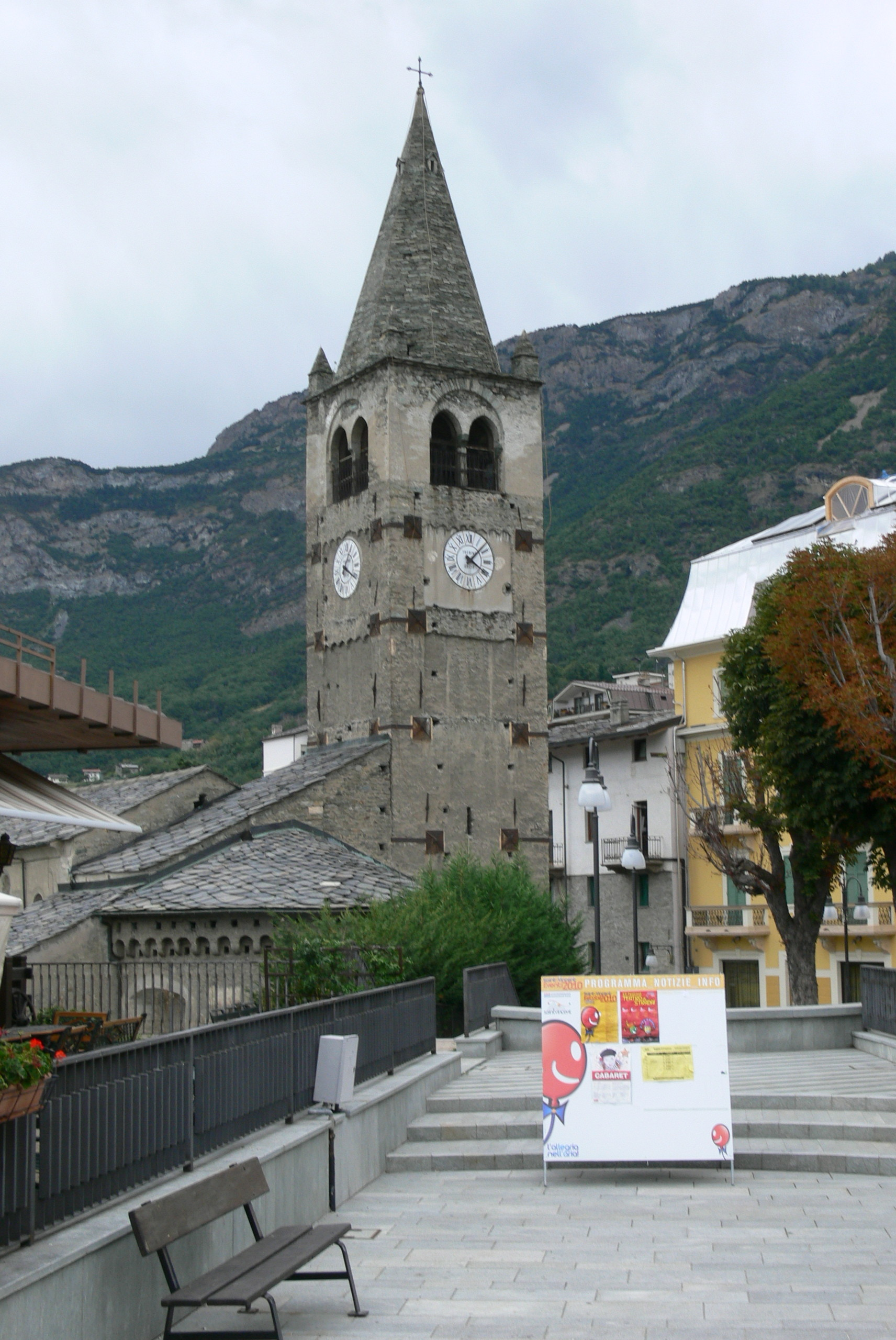
L'église paroissiale Saint-Vincent.

### Origine
Le nom de Saint-Vincent est lié au patron de la ville : un diacre espagnol Vincent de Saragosse, martyrisé le 22 janvier 304. L'église paroissiale qui lui est dédiée, et qui a été constamment remaniée jusqu'au XXe siècle, repose sur une crypte antérieure à l'an 1000 qui est incluse dans un site archéologique fouillé à partir de 1969. Ces fouilles ont permis de mettre au jour des vestiges d'un petit établissement thermal de la fin du IIe siècle ou du début du IIIe siècle .

### Moyen Âge
Le pape Eugène III, dans une bulle du 26 février 1153 adressée de Rome au prieur bénédictin de Saint-Martin d'Ainay, une grande abbaye située à Lyon, cite la paroisse de Saint-Vincent comme déjà existante et en confirme à l'abbé Guichard sa juridiction. D'un point de vue hiérarchique la paroisse de Saint-Vincent ne dépend pas directement de l'abbaye lyonnaise mais du prieur de Nus. Les rapports entre ce dernier notamment sur la prébende sont parfois conflictuels. Le dernier curé commendataire désigné par l'abbaye d'Ainay en 1469 est un grand personnage, Georges de Challant.
Jusqu'alors contrôlée par la lignée de Chenal des seigneurs de Montjovet , Saint-Vincent fait partie le 25 novembre 1261 de la dot d'Alessia, fille de Philippe de Montjovet lorsqu'elle épouse le vicomte d'Aoste Ébal Ier de Challant. Ce dernier concède aux habitants de Saint-Vincent leur première charte de franchises et de privilèges particuliers le 19 décembre 1310. 
Le 14 juillet 1393, un groupe de 17 chefs de famille avait contracté un accord avec le seigneur Yblet de Challant, les autorisant à réaliser un canal permettant de dériver une partie des eaux du glacier du mont Rose, contre paiement de 24 florins d'or en contrepartie de cette inféodation. Le 10 août suivant d'autres propriétaires s'associent aux précédents afin d'établir un plan d'irrigation. Enfin le 13 mai 1433, les représentants du comte François de Challant signent l'acte définitif avec les délégués de la population, qui prévoit la répartition des journées d'eau entre les 88 utilisateurs, le mardi étant réservé aux domaines du comte. Le consortium d'habitants qui gère encore, de nos jours, ce canal de 25 km nommé « ru Courtaud » (ou Courtod) , est le plus ancien organisme public de Saint-Vincent.
Le 10 février 1438, le fief de Saint-Vincent est cédé à la maison de Savoie . Il restera dans le « Domaine direct » de la couronne savoyarde jusqu'en 1586. Le futur duc Louis Ier de Savoie accorde au bourg le 13 août 1444 le droit de tenir un marché hebdomadaire. Les représentants des habitants de Saint-Vincent, qui avaient bénéficié le 19 mars 1422 d'une inféodation par le comte François de Challant, signent le 16 mai 1502 un « Acte de reconnaissance » des droits du duc de Savoie Philibert II.

### Depuis la fin duXVIesiècle
Le 1er mars 1586 Charles-Emmanuel Ier inféode Saint-Vincent à Claude de Challant (mort en 1590) du rameau des Challant-Fénis de la famille de Challant. Ce dernier n'eut de son union avec Bonne de Savoie-Racconis qu'une fille survivante, Paule, épouse de Louis Solar, 2e comte de Macello et comte de Moretta. Le couple obtient le fief le 6 mai 1598. Par un acte entériné par la Chambre des comptes le 10 mai 1613, il s'en dessaisit contre une partie du marquisat de Dogliani en Piémont. 
Dès le 13 août 1613 le sieur Charles (1565-1622), fils d'Antoine Perron d'Ivrée, trésorier général anobli par Charles-Emmanuel Ier en 1600, acquiert divers domaine dont le fief de Saint-Vincent. Il en est investi par la Cour des comptes le 19 août 1619. Son descendant direct, le comte Charles-François-Balthazard Perron (1718-1802), cède le 13 octobre 1748 pour 15 000 lires les derniers droits féodaux à la communauté de Saint-Vincent . 
Le cadastre sarde de la paroisse de Saint-Vincent, commencé en 1767 et terminé le 13 novembre 1771, dressé par les estimateurs Joseph Savey de Chambéry, Edme Quillot et Claude Munier de Moûtiers assistés des « prud'hommes » Étienne-Constantin Besenval de la paroisse de Saint-Étienne et Barthélemy Malluquin de la paroisse de Gignod et Joseph Blanc de celle de Saint-Martin des Aymavilles relève 21 189 parcelles et donne la liste des 618 propriétaires fonciers contribuables, issus de 144 foyers, pour une population totale de 1 846 habitants recensés en 1782. 
Pendant l'été 1770 un prêtre de Saint-Vincent, Jean-Baptiste Perret (1714-1796), découvre les vertus curatives de l'eau d'une source riche en bicarbonate, acide carbonique, sulfate de sodium et chlorures. Il achète la source et en fait cadeau à la paroisse qui acquiert en 1808 le terrain. L'ensemble est vendu à la commune en 1820. Cette source dénommée « Fons Salutis » est à l'origine des « Thermes de Saint-Vincent ». Pendant la période fasciste le nom de la ville fut italianisé en « San Vincenzo della Fonte » de 1939 à 1946.
Du 30 septembre au 5 octobre 1952 s'est tenu à Saint-Vincent une session d'études internationales sur la « Fédération européenne et le problème de la démographie » . 
Au 1er janvier 2014, Saint-Vincent était la quatrième commune de la Vallée d'Aoste juste derrière Châtillon et Sarre pour le nombre d'habitants après Aoste.

### Héraldique

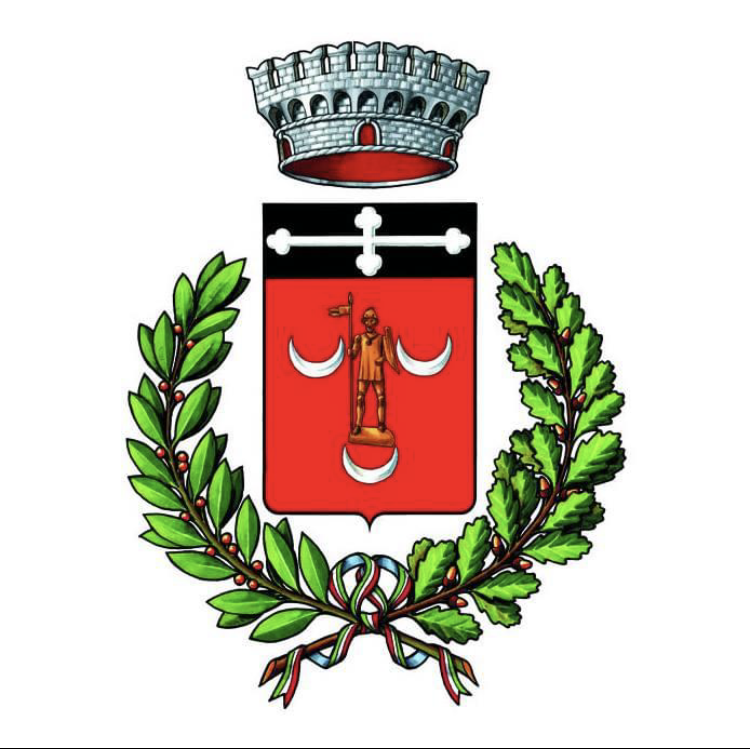
Blason de la commune de Saint- Vincent.

Les armoiries et le gonfalon de la commune de Saint-Vincent ont été approuvés par un décret du président de la République du 2 mars 1984. Elles sont les suivantes : De gueules à la statue de bois de saint Maurice, armé de toutes pièces et tenant de la main dextre une lance munie d'une banderole et de la sénestre un bouclier au naturel, accompagné de trois croissants montants d'argent ; au chef de sable à la croix tréflée d'argent,.

## Économie
Saint-Vincent fait partie de l’unité des communes valdôtaines du Mont-Cervin.

### Tourisme
Le tourisme représente la source principale de revenus de la ville. Les thermes de Saint-Vincent attirent de nombreux curistes, et le casino de la Vallée, géré par le conseil de la Vallée, a doté pendant la deuxième partie du XXe siècle d'une rente confortable les finances régionales. Cette tradition touristique, unie à un micro-climat local particulièrement doux, favorisant d'ailleurs la présence une végétation typique des régions méditerranéennes, a valu à Saint-Vincent le surnom de la Riviera des Alpes.
Le palais Saint-Vincent, situé rue des Martyrs de la liberté et géré par le casino de la Vallée, est la majeure structure abritée de la Vallée d'Aoste. C'est la deuxième structure pour concerts après l'arène de la Croix-Noire avec 1 600 places assises et 2 000 places debout. Le palais est utilisé également en tant que cinéma.

## Culture

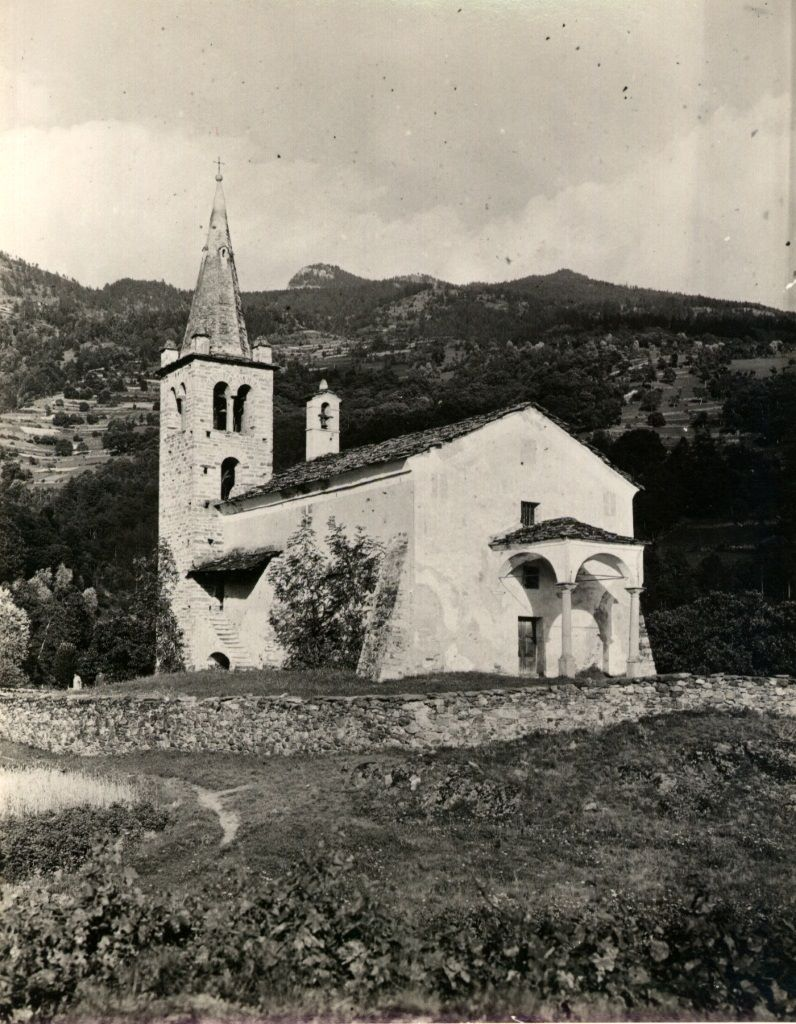
L'église de Moron.

La ville de Saint-Vincent dispose de trois petits musées :
- le musée de minéralogie et de paléontologie « Cénacle Italo Mus », créé en 1980 et situé au premier étage de l'ancien hôtel de ville, rue du pont romain, qui présente 650 morceaux de cristal provenant du monde entier et une vitrine particulièrement consacrée aux minéraux valdôtains. De plus, 170 pièces fossiles y sont exposées ;
- le musée d'art pastoral, situé au rez-de-chaussée du même édifice ;
- le musée d'art religieux, créé en 1983 où se trouve la statue de saint Maurice, grandeur nature, provenant de l'église du hameau Moron, figurant dans les armoiries de la commune.

Saint-Vincent possède également les restes du pont romain de Saint-Vincent, enjambant le torrent Cillian, partiellement effondré en 1839 (arcade centrale) et en 1907 (arc ouest). Près du pont romain se situe le géosite de Tsailleun.

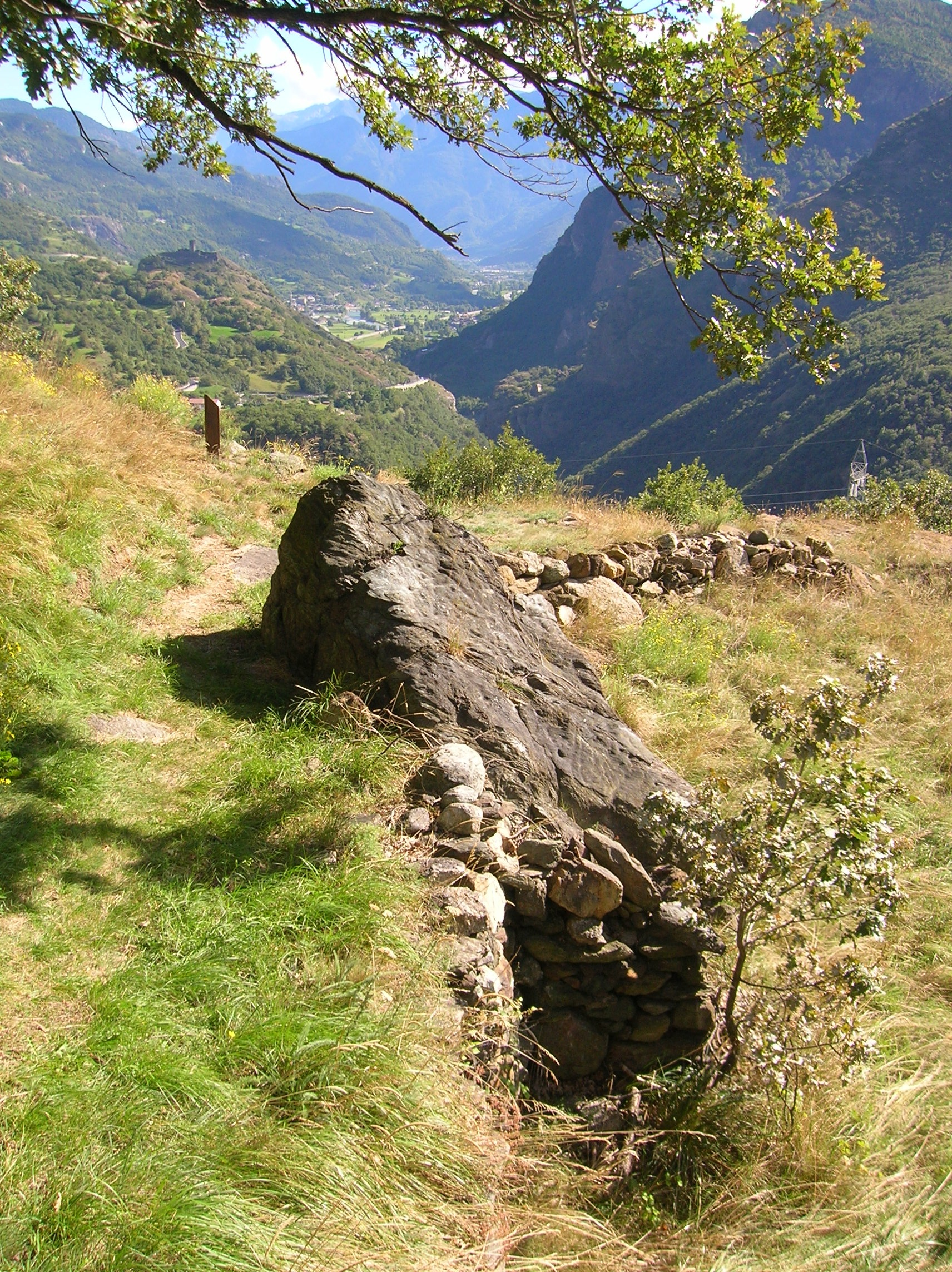
Le géosite de Tsailleun.

Un exemple d'architecture walser se situe au hameau Valmignanaz, qui présente des rascards.

## Personnalités liées à Saint-Vincent
- Cesare Dujany, homme politique, ancien président de la Vallée d'Aoste.
- André Ferré, poète.
- Italo Mus, peintre.
- Jean Pellissier (ski-alpinisme), skieur-alpiniste.
- Ernest Page, avocat et homme politique.
- Maura Susanna, chanteuse.

## Événements
À Saint-Vincent est décerné depuis 1948 le prix Saint-Vincent du journalisme, le premier prix italien dans ce domaine.

## Fêtes, foires
Outre le marché hebdomadaire confirmé par le duc Amédée IX de Savoie le 23 mai 1465, Saint-Vincent bénéficie également d'une foire au bétail de printemps depuis le 25 novembre 1783.

## Galerie de photos

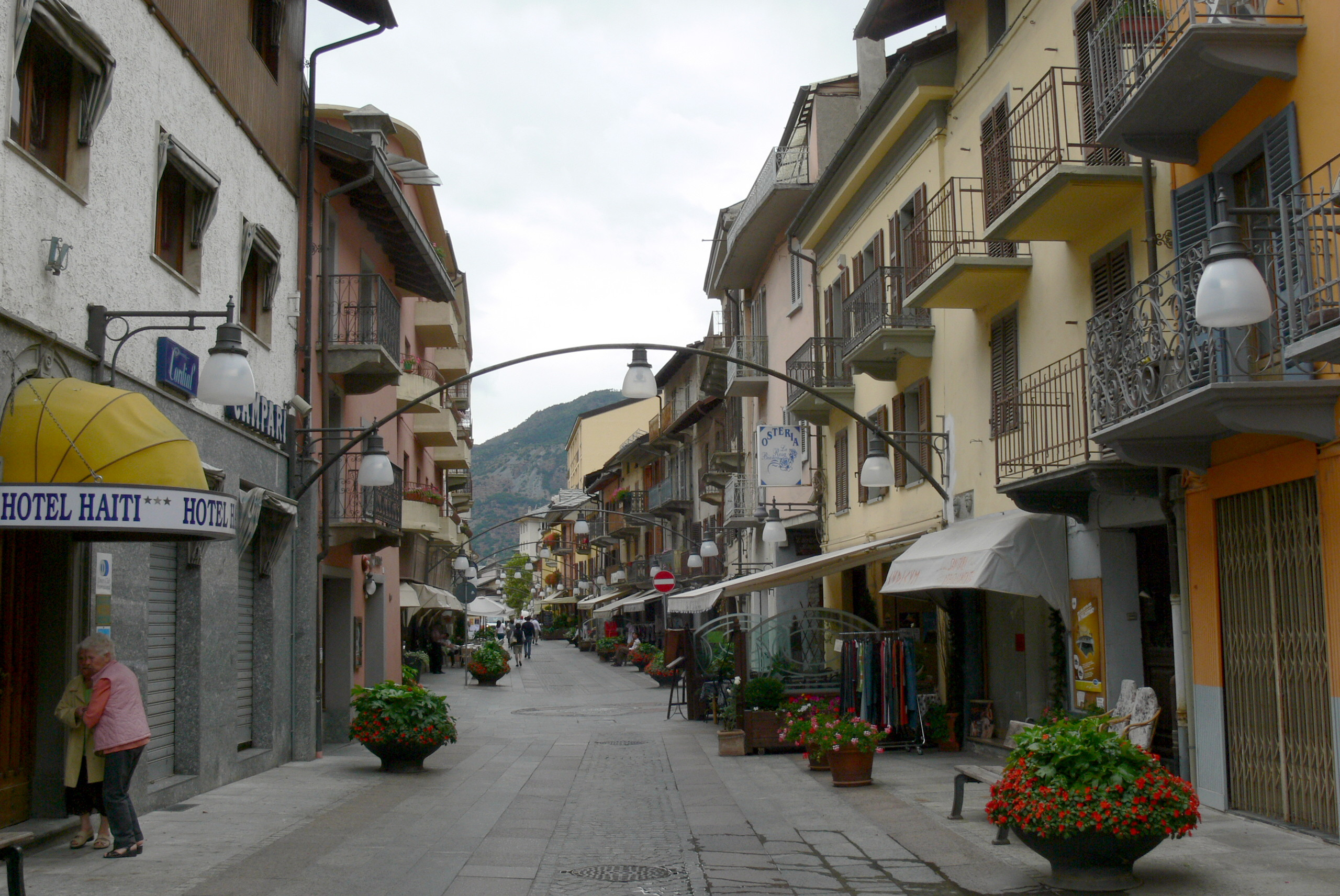
La rue Émile-Chanoux (rue piétonne).
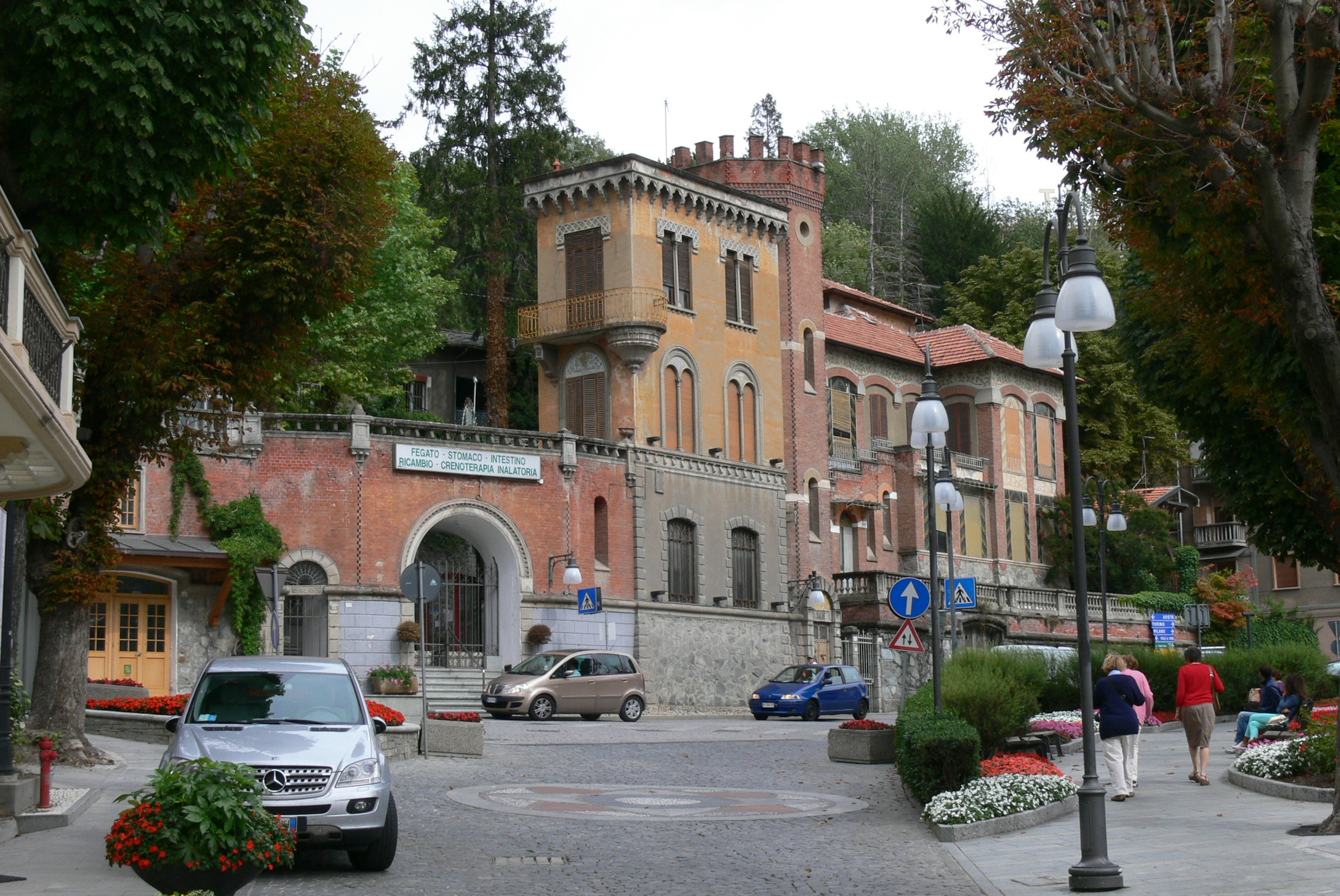
La station du funiculaire des Thermes de Saint-Vincent.
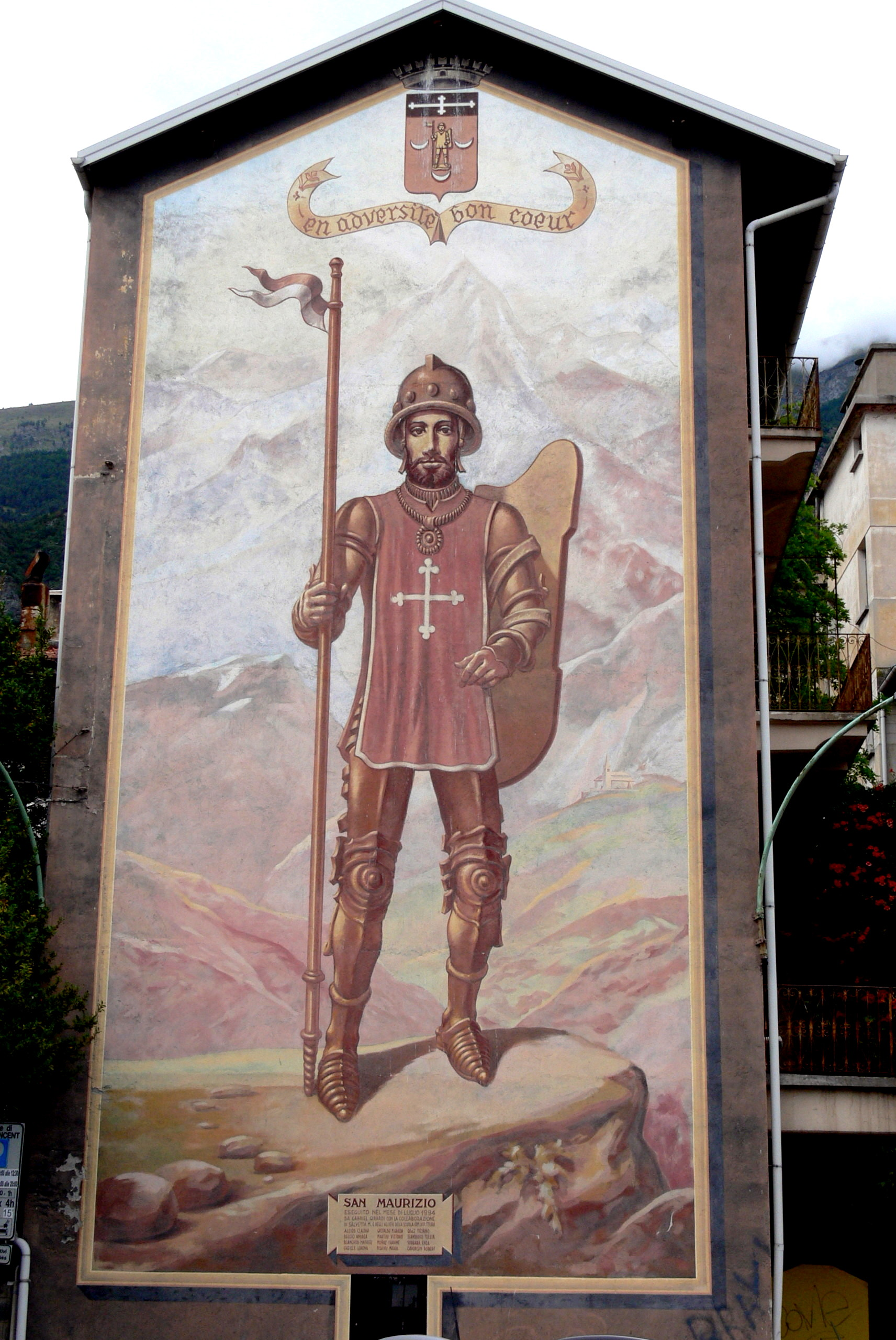
Fresque dédiée à saint Maurice sur la place du marché, avec la devise « en adversité, bon cœur », ajoutée au blason de la ville en 1565 par le duc Emmanuel-Philibert.

## Sport
L'équipe de football locale est l'Association sportive Saint-Vincent Châtillon, école de football Mont Cervin (couleur bleu et grenade), évoluant en première catégorie et disputant ses matchs au stade Perucca (3 500 places).
Dans cette commune se pratiquent également le tsan et le palet, deux des sports traditionnels valdôtains.

## Administration communale
Sont listés ci-dessous listés les syndics depuis 1900.
| Période                                  | Période           | Identité                | Étiquette                                                 | Qualité  |
| ---------------------------------------- | ----------------- | ----------------------- | --------------------------------------------------------- | -------- |
| 1900                                     | 1902              | Pierre-Antoine Chentre  |                                                           | Syndic   |
| 1903                                     | 1905              | Jean-Célestin Camos     |                                                           | Syndic   |
| 1906                                     | 1908              | Agostino Rolando        |                                                           | Syndic   |
| 1909                                     | 1909              | Luciano Crosa           |                                                           | Syndic   |
| 1910                                     | 1910              | Nino Dore               |                                                           | Syndic   |
| 1911                                     | 1912              | Luciano Ugo             |                                                           | Syndic   |
| 1913                                     | 1914              | Adriano Artaz           |                                                           | Syndic   |
| 1915                                     | 1920              | Luciano Crosa           |                                                           | Syndic   |
| 1921                                     | 1923              | Élie Page               |                                                           | Syndic   |
| 1924                                     | 1924              | Benvenuto Chiorando     |                                                           | Syndic   |
| 1925                                     | 1925              | Émilien Lavanche        |                                                           | Syndic   |
| 1926                                     | 1928              | Mario Borella           |                                                           | Syndic   |
| 1929                                     | 1931              | Luigi Fioretti          |                                                           | Syndic   |
| 1932                                     | 1933              | Hector Bordan           |                                                           | Syndic   |
| 1934                                     | 1935              | Paolo Berardengo        |                                                           | Syndic   |
| 1936                                     | 1937              | Luigi Fioretti          |                                                           | Syndic   |
| 1940                                     | 1940              | Celso Accatino          |                                                           | Syndic   |
| 1941                                     | 1941              | Giuseppe-Emanuele Camos |                                                           | Syndic   |
| 1942                                     | 1942              | Italo-Jacopo Guerrazzi  |                                                           | Syndic   |
| 1943                                     | 1943              | Giuseppe-Emanuele Camos |                                                           | Syndic   |
| 1944                                     | 1944              | Gino Roberti            |                                                           | Syndic   |
| 1945                                     | 1947              | Élie Page               |                                                           | Syndic   |
| 1948                                     | 1952              | Lorenzo Obert           |                                                           | Syndic   |
| 1952                                     | 1970              | Daniele Fosson          |                                                           | Syndic   |
| 1970                                     | 1978              | Livio Fournier          |                                                           | Syndic   |
| 1978                                     | 1982              | Mario Page              |                                                           | Syndic   |
| 1982                                     | 1982              | Eligio Ravet            |                                                           | Syndic   |
| 1983                                     | 1985              | Romano Pol              |                                                           | Syndic   |
| 1985                                     | 1990              | René Ferré              |                                                           | Syndic   |
| 1990                                     | 1995              | Gianfranco Castiglioni  |                                                           | Syndic   |
| 1995                                     | 9 mai 2005        | Mario Borgio            |                                                           | Syndic   |
| 9 mai 2005                               | 24 mai 2010       | Sara Bordet             | Liste civique                                             | Syndique |
| 24 mai 2010                              | 10 mai 2015       | Adalberto Perosino      | Union valdôtaine, Stella Alpina et Fédération autonomiste | Syndic   |
| 10 mai 2015                              | 20 septembre 2020 | Mario Borgio            | Liste civique                                             | Syndic   |
| 20/21 septembre 2020                     | en cours          | Francesco Favre         |                                                           | Syndic   |
| Les données manquantes sont à compléter. |                   |                         |                                                           |          |

### Hameaux
Amay, Amay-Lotoz, Bacon, Biègne, Biéton, Boriolaz, Capard, Chadel, Champbilly, Champcillien, Champ-de-Vigne, Cillian, Clapéaz, Clapéon, Crétamianaz, Crotache, Crovion, Cugnon, Diseille, Écrevin, Feilley, La Fet, Fromy, Gléréyaz, Grand-Rhun, Grun, Jacques, Joux, Linty, Lérinon, Maison-Neuve, Marc, Les Montagnets, Moron, Moron-Charbonnier, Moron-la-Combaz, Moron-Gorris, Moron-Hugonet, Moron-Toules, Moron-le-Treuil, Les Moulins, Nouarsaz, Orioux, Palud, Pérélaz, Perrière, Petit-Rhun, Planet, Piémartin, Pioule, Le Grand-Pré, Pradiran, Pradiran-Champlan, Pradiran-Gorris, Renard, Romillod, Romillod-Capard, Romilod-Crotache, Le Ronc-Dessous, Le Ronc-Dessus, Salirod, Teinsod, Torrent-Sec, La Tour-des-Rosset, Valmignanaz, Valpélanaz, Valère, Verney

### Communes limitrophes
Ayas, Brusson, Châtillon, Émarèse, Montjovet

### Évolution démographique
Habitants recensés